# Georges-Louis Mercier
Pour les articles homonymes, voir Mercier.
Georges-Louis Mercier, né le 28 février 1808 à Saint-Jeoire et mort le 15 mars 1893 (Haute-Savoie), est un magistrat sarde, puis français du XIXe siècle, nommé premier président de la Cour de cassation en 1877.

## Biographie

### Origines
Georges-Louis Mercier naît le 28 février 1808, à Saint-Jeoire, alors dans le département du Léman.
Son frère, Damase, est curé de la cathédrale de Chambéry.
Sa fille, Marie-Françoise (1848-1912), est l'épouse du baron Chaulin, procureur.

### Carrière sarde
Georges-Louis Mercier obtient un doctorat en droit à l'université de Turin. Il s'inscrit au barreau de Chambéry comme avocat. Turin est la capitale du royaume de Sardaigne et Chambéry celle du duché de Savoie.
En décembre 1831, il est substitut au bureau des avocats des pauvres, avant de devenir avocat général au Sénat de Savoie, huit années plus tard.
Il devient avocat général auprès de la Cour de cassation de Turin, le 26 février 1848. L'année suivante, il commence une carrière administrative, en devenant intendant général de Savoie, c'est-à-dire le représentant du roi, installée à Chambéry,.
Rompant avec Cavour, il retourne à la magistrature en devenant avocat-fiscal général de la Cour d'appel de Casal (Casale Monferrato), en 1853, puis en 1855, comme conseiller à la Cour de cassation de Turin,.

### Annexion de la Savoie à la France
Lors des débats concernant le projet de réunion de la Savoie à la France, Georges-Louis Mercier, le plus haut magistrat savoyard à cette période, combat le parti annexionniste. Il est classé politiquement comme un conservateur catholique.
Il fait partie de ceux qui avertissent Cavour que la politique pro-italienne créait des tensions en Savoie. L'historien Paul Guichonnet cite le biographe de Mercier : « comme tous ses compatriotes, il était Savoyard, pouvait rester en outre Piémontais, mais n'entendait pas être forcé de devenir Italien ».
À l'issue de l'Annexion, il opte pour la nationalité française, poursuivant sa carrière dans le système français.

### Carrière en France
Le 4 juin 1860, il est conseiller à la Cour de cassation, à Paris. Entre 1872 et 1875, il est membre du Tribunal des conflits. Il devient président de la Chambre civile, le 8 décembre 1874, puis le premier président de la Cour de cassation, le 10 mars 1877,.
Admis à la retraite en 1883, il est nommé premier président honoraire. Guichonnet souligne qu'il est le seul Savoyard à avoir opté pour la nationalité française à avoir fait une très belle carrière.
Georges-Louis Mercier meurt le 15 mars 1893, à Saint-Jeoire (Haute-Savoie).

## Décorations
Commandeur de l'ordre des Saints-Maurice-et-Lazare

 Grand officier de la Légion d'honneur (1882)